# MSH6

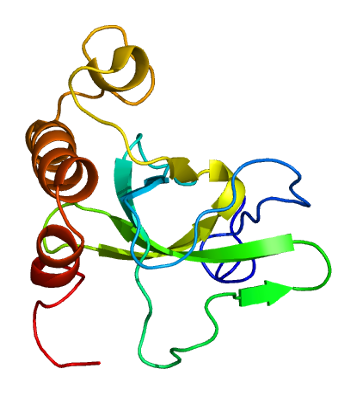
Proteína MSH6 de E.coli

MSH6 o mutS homolog 6 es un gen que codifica para la proteína de reparación de errores de DNA por mismatching Msh6 de la levadura Saccharomyces cerevisiae. Esta proteína es homóloga a la proteína humana GTBP (G/T binding protein) también llamada p160 o hMSH6. La proteína MSH6 es miembro de la familia MutS que se encargan de la reparación de daños en el DNA. 
Defectos en hMSH6 se asocian con el cáncer colorrectal hereditario no polipósico atípico. Las mutaciones en este gen también se han descrito en el desarrollo de cánceres endometriales y en cáncer de esófago.

## Descubrimiento
MSH6 se identificó por primera vez en la levadura S. cerevisiae por su homología al gen MSH2. La identificación de su versión en humanos y la obtención de su secuencia de aminoácidos demostró que el gen de la levadura y su versión humana están más emparentadas entre sí que con cualquier otro homólogo MutS, con una identidad del 26.6%.

## Estructura
En el genoma humano, hMSH6 se localiza en el cromosoma 2. Tiene una actividad ATPasa, funciona exclusivamente cuando se une a hMSH2 formando un heterodímero, mientras que hMSH2 puede funcionar también como homodímero o heterodímero asociado a hMSH3.

## Función

### Importancia de la reparación del mismatch
Frecuentemente, los errores de mismatching ocurren como resultado de errores durante la replicación del DNA, recombinación genética o por otros factores físicos y químicos. El reconocimiento de estos mismatches y su reparación es extremadamente importante para las células, ya que su fallo puede resultar en una inestabilidad en los microsatélites, una tasa de mutación espontánea elevada (fenotipo mutador) y la susceptibilidad al cáncer de colon no polipósico hereditario. hMSH6 se asocia con hMSH2 para formar el complejo proteico activo hMutS alfa, también llamado hMSH2-hMSH6.

### Reconocimiento del mismatch
El reconocimiento de los errores por mismatching se regula mediante la transformación de ADP a ATP, que provee la demostración de que los complejos hMutS alfa funcionan como un switch molecular. En un DNA normal, la adenina se asocia con la timina y la citosina con la guanine, en algunas ocasiones habrá un mismatch donde la timina se asocia con la guanina, denominado G/T mismatch. Cuando este error es reconocido, el  complejo hMutS alfa se une e intercambia el ADP por ATP. The ADP-->ATP exchange causes a conformational change to convert hMutS alpha into a sliding clamp that can diffuse along the DNA backbone. El ATP induce la liberación del complejo del DNA y permite la disociación de hMutS alfa junto con la cadena de DNA, permitiendo un deslizamiento que se propaga a lo largo de la cadena para reparar el daño.

## Investigación del cáncer

### Mutaciones en hMSH6
Mientras que mutaciones en hMSH2 causan un fenotipo mutador general muy fuerte, las mutaciones en hMSH6 causan un efecto más moderado. A nivel génico, las mutaciones encontradas ocasionaban sustituciones en una única base, lo cual sugiere que hMSH6 se encarga de reparar las sustituciones en una única base.
Mutaciones en el gen hMSH6 dan lugar a una proteína no funcional o parcialmente activa y por lo tanto, reduciendo su capacidad para corregir los errores de aparejamiento del DNA. La pérdida de función de MSH6 da lugar a una inestabilidad en repeticiones mononucleotídicas. El cáncer de colon no polopósico hereditario se asocial normalmente  con mutaciones en hMSH2 y hMSH6. 

## Interacción
MSH6 ha mostrado interacción con MSH2, PCNA  y BRCA1.